# Reboulia hemisphaerica
Reboulia hemisphaerica là một loài rêu trong họ Aytoniaceae. Loài này được L. Raddi mô tả khoa học đầu tiên năm 1818.